# 威廉·韦罗贝
威廉·富兰克林·韦罗贝（英語：William Franklin Willoughby，1867年7月20日—1960年），是美国的学者，曾在1914年担任中华民国大总统袁世凯的法律顾问。